# Bolbitis costata
Bolbitis costata là một loài thực vật có mạch trong họ Lomariopsidaceae. Loài này được Ching ex C. Chr. mô tả khoa học đầu tiên năm 1934.